# Ryssberget
För andra betydelser, se Ryssberget (olika betydelser).

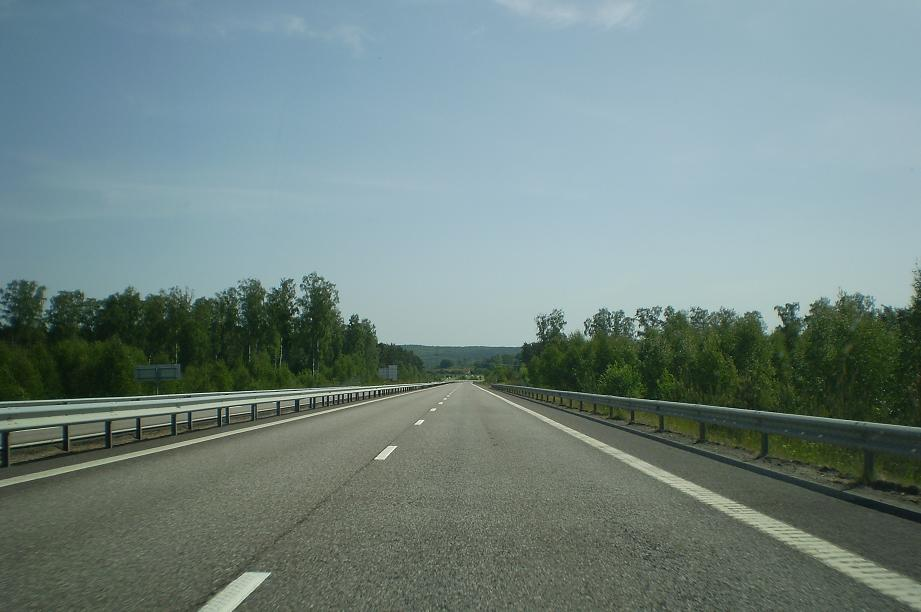
E22 mellan Bromölla och Sölvesborg med Ryssberget i bakgrunden.

Ryssberget är en skogbeklädd urbergshorst längs gränsen mellan Skåne och Blekinge. Den sträcker sig från Sölvesborg i söder till Jämshög i norr. Högsta punkt är 157 meter över havet och med sin bredd på cirka sju kilometer är Ryssberget  ett omtyckt besöksmål. Bokskogarna här hör till de största i Sverige.
Ryssberget indelas i tre delar: södra, mellersta och norra. På Ryssberget ligger bland annat Grundsjön, där regnbåge har inplanterats för licensierat fiske.

## Naturreservat
På Ryssberget finns flera naturreservat: Ryssbergets naturreservat i områdets sydöstra del, nära Sölvesborg,  Skinsagylets naturreservat ligger huvudsak i Sölvesborgs kommun, men till mindre delar också i Olofströms och Bromölla kommuner, Näsums bokskogar ligger i västra delen av Ryssberget, nära Näsum och Siesjö östra som ligger strax söder om Ryssberget, i Sölvesborgs kommun.